# Abattoir
Abattoir — спид-метал/хэви-метал-группа из США, образованная в 1983 году.

## История

### 1983—1987
Музыкальный коллектив Abattoir был сформирован в 1983 году двумя школьными друзьями — Мелом Санчесом (бас) и Марком Каро (гитара). Немногим позже к двум друзьям добавились гитарист Хуан Гарсиа, барабанщик Рон Гонзолес и вокалист Рауль Престон. Первоначально коллектив исполнял кавер-версии групп Black Sabbath и Judas Priest, но вскоре был сочинён уже собственный материал, который лёг в основу демозаписи Originally Abattoir (композиции Screams from the Grave и Vicious Attack). Композиции попали на радио, а также одна из них (Screams from the Grave) в сборник Metal Massacre IV лейбла Metal Blade Records. В 1984 году из группы уходит вокалист Рауль Престон. Ему на смену приходит Джон Сайриис, с которым и была перезаписана указанная композиция для сборника. Однако после записи Сайриис уходит в другую группу — Agent Steel.
Вскоре на группу выходит лейбл Combat Records и предлагает договор на выпуск нескольких альбомов. Таким образом группа начинает готовить свой дебютный альбом Vicious Attack, где спел Стив Гейнс из группы Bloodlust. Также из группы уходит барабанщик Рон Гонзолес и создаёт свою группу — Commander. Его заменил Роберт Уэйн. После записи альбома в конце 1984 года из группы уходит ещё один участник — Хуан Гарсиа (перешёл в Agent Steel). На смену ушедшему приходит Дэнни Оливерио из Prisoner. После того, как состав более менее устоялся Abattoir отправляются в турне в поддержку своего альбома. В 1985 году опять меняется состав — приходит барабанщик Дэнни Анайя.
В 1987 году меняется вокалист — на смену ушедшему Гейнсу приходит Майк Тауэрс. При подготовке нового альбома на группу оказывает сильное влияние лейбл звукозаписи, требуя смягчения музыки для лучших продаж. В итоге в 1987 году выходит второй альбом The Only Safe Place, к продюсированию которого даже не допустили участников. Однако альбом всё-таки продавался плохо, в связи с чем Combat Records отказались от сотрудничества с группой. Но всё же при этом композиция Hammer of the Gods попадает на сборник лейбла Bullets. После этого группа распадается.

### Возрождение
В 1998 году на волне интереса к группе последняя собирается для записи кавер-версии композиции Sanctuary для трибьют-альбома группе Iron Maiden. Немногим позже лейбл Century Media переиздаёт оба альбома группы. Наконец группа воссоединяется в следующем составе: Марко Каро — гитара, Стив Гейнс — вокал, Мел Санчес — бас, Кевин МакШейн — ударные. В этом составе группа даёт несколько концертов, один из которых, записанный в городе Каламазу, ложится в основу концертного альбома No Sleep 'Til Kalamazoo. В данном составе группа существует до 2005 года, а потом снова распадается из-за занятости музыкантов в других проектах. В 2008 году группа опять воссоединяется в следующем составе: Мел Санчес — бас, Стив Гейнс — вокал, Хуан Гарсиа — гитара, Тим Томас — гитара, Роб Аланиз — ударные.

## Другие проекты участников
После распада группы некоторые участники продолжили свою музыкальную деятельность в других музыкальных группах. Так Мел Санчес и Марко Каро вместе с бывшим участником Abattoir создают трэш-метал-группу Evildead. Дэнни Анайя продолжает деятельность в MX Machine, Дэнни Оливейро создаёт группу Stealth.

## Состав

### Настоящий состав
- Мел Санчес (Mel Sanchez) — бас (1983—1987, 1998—2005, 2008—настоящее время)
- Хуан Гарсиа (Juan Garcia) — гитара (1982—1984, 2008—настоящее время)
- Роб Аланиз (Rob Alaniz) — ударные (2008—настоящее время)
- Стив Гейнс (Steve Gaines) — вокал (1985—1987, 1998—2005, 2008—настоящее время)
- Тим Томас (Tim Thomas) — гитара (2008—настоящее время)

### Бывшие участники
- Рауль Престон (Rawl Preston) — вокал (1983—1984)
- Джон Сайриис (John Cyriis aka 'Max Havlock', 'Max Kobol', 'John Camps') — вокал (1984)
- Майк Тауэрс (Mike Towers) — вокал
- Рон Гонзолес (Ron Gonzoles) — ударные (1983—1984)
- Роберт Уэйн (Robert «Danger» Wayne) — ударные
- Дэнни Анайя (Danny Anaya aka Liquid Dan) — ударные
- Марк Каро (Mark "The Shark" Caro) — гитара (1982—1987, 1998—2005, 2008)
- Кевин МакШейн (Kevin MacShane) — ударные

## Дискография
- 1983 — Original Abattoir (демо)
- 1984 — The Game Of Death/Stronger Than Evil EP (EP)
- 1985 — Vicious Attack
- 1986 — The Only Safe Place
- 1987 — 1987 Demo (демо)
- 2001 — No Sleep 'Til Kalamazoo (концертный альбом)
- 2004 — From the Ashes (демо)